# Олимпийский комитет Ирана
Национальный олимпийский комитет Исламской республики Иран (перс. کمیته ملی المپیک جمهوری اسلامی ایران‎) — организация, представляющая Иран в международном олимпийском движении. Основан и зарегистрирован в МОК в 1947 году.
Штаб-квартира расположена в Тегеране. Является членом Международного олимпийского комитета, Олимпийского совета Азии и других международных спортивных организаций. Осуществляет деятельность по развитию спорта в Иране.